# 歩兵第79連隊
歩兵第79連隊（ほへいだい79れんたい、歩兵第七十九聯隊）は、大日本帝国陸軍の連隊のひとつ。

## 沿革
- 1916年（大正5年）4月18日 - 軍旗拝受
- 1943年（昭和18年）
  - 1月 - 東部ニューギニアに進出、フィンシュハーフェンの戦いで奮闘する。
- 1945年（昭和20年）
  - 8月 - 終戦

## 歴代連隊長
| 代 | 氏名       | 在任期間                     | 備考 |
| -- | ---------- | ---------------------------- | ---- |
| 1  | 緒方多賀雄 | 1916年4月1日 - 1916年8月18日 |      |
| 2  | 富塚貞一郎 | 1916年8月18日 -              |      |
| 3  | 志賀剛二   | 1920年8月10日 -              |      |
| 4  | 角田政之助 | 1923年8月6日 -               |      |
| 5  | 木村恒夫   | 1925年5月1日 -               |      |
| 6  | 高山輝義   | 1928年8月10日 -              |      |
| 7  | 近藤清     | 1931年8月1日 -               |      |
| 8  | 増田久猛   | 1934年3月5日 -               |      |
| 9  | 野村登亀江 | 1935年8月1日 -               |      |
| 10 | 森本伊市郎 | 1937年8月2日 -               |      |
| 11 | 木越二郎   | 1939年3月9日 -               |      |
| 12 | 馬奈木敬信 | 1940年3月9日 -               |      |
| 末 | 林田金城   | 1941年4月10日 -              |      |